# Alina Astafei
Alina Astafei, conosciuta prima del 1995 come Galina Astafei (Bucarest, 7 giugno 1969), è un'ex altista rumena naturalizzata tedesca dal 1995, campionessa mondiale indoor della specialità.

## Biografia
In aggiunta alle nove medaglie conquistate in carriera in manifestazioni internazionali, con 2,04 m detiene la 10ª prestazione mondiale di ogni epoca indoor.

## Palmarès
| Anno                             | Manifestazione  | Sede       | Evento        | Risultato | Prestazione | Note |
| -------------------------------- | --------------- | ---------- | ------------- | --------- | ----------- | ---- |
| In rappresentanza della Romania  |                 |            |               |           |             |      |
| 1986                             | Mondiali U20    | Atene      | Salto in alto | Argento   | 1,90 m      |      |
| 1987                             | Europei U20     | Birmingham | Salto in alto | Argento   | 1,88 m      |      |
| 1988                             | Mondiali U20    | Sudbury    | Salto in alto | Oro       | 2,00 m      |      |
| 1988                             | Giochi olimpici | Seul       | Salto in alto | 5ª        | 1,93 m      |      |
| 1989                             | Europei indoor  | L'Aia      | Salto in alto | Oro       | 1,96 m      |      |
| 1989                             | Universiadi     | Duisburg   | Salto in alto | Oro       | 1,91 m      |      |
| 1990                             | Europei indoor  | Glasgow    | Salto in alto | Bronzo    | 1,94 m      |      |
| 1992                             | Giochi olimpici | Barcellona | Salto in alto | Argento   | 2,00 m      |      |
| 1993                             | Mondiali indoor | Toronto    | Salto in alto | 4ª        | 1,97 m      |      |
| 1993                             | Mondiali        | Stoccarda  | Salto in alto | 4ª        | 1,94 m      |      |
| In rappresentanza della Germania |                 |            |               |           |             |      |
| 1995                             | Mondiali indoor | Barcellona | Salto in alto | Oro       | 2,01 m      |      |
| 1995                             | Mondiali        | Göteborg   | Salto in alto | Argento   | 1,99 m      |      |
| 1996                             | Europei indoor  | Stoccolma  | Salto in alto | Oro       | 1,98 m      |      |
| 1996                             | Giochi olimpici | Atlanta    | Salto in alto | 5ª        | 1,96 m      |      |
| 1997                             | Mondiali indoor | Parigi     | Salto in alto | 4ª        | 1,95 m      |      |
| 1997                             | Mondiali        | Atene      | Salto in alto | 7ª        | 1,93 m      |      |
| 1998                             | Europei indoor  | Valencia   | Salto in alto | Argento   | 1,94 m      |      |
| 1998                             | Europei         | Budapest   | Salto in alto | Bronzo    | 1,95 m      |      |

## Altre competizioni internazionali
1996
- Coppa Europa di atletica leggera ( Madrid)